# Сциентизъм
Това е наука, също така и философска школа, според която би трябвало за целите на всяка една наука да се използват само научно проверени тези.
Сциентизмът предполага детерминистки възглед за света.

## Възникване на „Сциентизмът“
Разпространява се през 19 век и доктрината му присъства у Огюст Конт, Ернест Ренан или Иполит Тен. Но този възглед има много по-стари първообрази в гръцката философия и християнската религия.

## Сциентизмът" и гръцката традиция
С гръцката традиция споделя убеждението за всемирен ред, който човекът може да опознае; противопоставя се на гръцката традиция по начините на опознаване (Галилей и Декарт не биха могли да се появят в Древна Гърция), както и по резултатите, до които достигат (светът на еднородната материя заменя йерархизирания свят на древните).

## Сциентизмът" и християнската традиция
В християнската традиция сциентизмът се доближава до едното от двете течения, които се противопоставят в цялата ѝ история: течението, което отдава предпочитание на Божия благодат в ущърб на човешката свобода; приликата се състои именно в отказа да се допусне съществуването на свободата. Свети Павел използва метафората за глината в ръцете на грънчаря (Послание до Римляни, 9:21): ако човекът е материята, а Бог – майсторът, може ли още да се говори за свобода и може ли да се очаква, че спасението ще дойде от другаде освен от благодатта, повика, вярата? Според доктрините на благодатта волята е несъществуваща, защото цялата власт е в Бог; според сциентистите – защото природата (или историята) вече са определили всичко вместо нас: присъдата на кръвта, както са се изразявали тогава, или на обществото, заменя Божията воля. Човекът е безсилен, тъй като съдбата му е в Божиите ръце, казва Паскал; тъй като, без да знае, е управляван от фенотипа си, поправя го Тен.
Причинността е вездесъща и всеединна: сциентизмът е универсализъм. Но това не му пречи да признава разликите: ако законите (природни или исторически) са едни и същи навсякъде, то управляваните от тях факти не са. Както расите така и историческите епохи са различни, но едните, и другите са строго подчинени на обуславящите ги сили и предизвикват също толкова предвидими последици.

## Сциентистка теза относно структурата на света
Сциентистката теза относно структурата на света е, че неотвратимата верижна последователност от причини и следвствия може да се опознае изчерпателно, а модерната наука представлява царският път на това познаване. Тук сциентистката доктрина се противопоставя на пасивното възприемане на света такъв, какъвто е. Тя се разграничава от фатализма на Древните, а този разрив е решаващ. Тъй като не се задоволява да описва съществуващото, а достига до механизма, който го е създал, тя е в състояние да си представи, че от същите закони е в състояние да изникне друга действителност, по-пригодена за към нашите потребности. Така се възражда обезличената преди това свобода; но тя може да съществува единствено благодарение на науката. Който е схванал естествения подбор може да постави началото на изкуствения. Човек няма да се задоволи със съществуващитите средства за общуване, няма да приеме реките да текат в посока, в която са неизползваеми, ще удължи продължителността на човешкия живот. Познанието на съществуващото води до техниката, която позволява произвеждането на подобрено съществуващо.
Сциентистите са критикувани въз основа на идеала, защото произвеждането на нещо ново означава, че има идеал, заради, който се произвежда. Отговорът на сциентистите гласи, че ценностите произтичат от естеството на нещата, те са следствие от природните и историческите закони, управляващи света, следователно пак на науката се пада да ни съде знание за тях.

## Същност на „Сциентизма“
Сциентизмът се състои в създаването на етика и политика въз основа на предполагаемите научни резултати. Науката престава да бъде познание за съществуващия свят и започва да създава ценности подобно на религия; следователно тя може да направлява политическата и моралната дейност. По-успешното ръководене на хората открива пътя към научното им познаване.
Сциентизмът постановява, че щом научните резултати са общовалидни, волята трява да бъде обща, а не идивидуална. Обществото е по-важно и право от индивида; волята остава автономна, но е волята на групата, а не на личността. Сциентистите приемат, че не съществува свобода, която се противопоставя на закономерността, и съответно няма такава, която устоява на принудата.

## Сциентистката идеология през 20 век
През 20 век сциентистката идеология процъфтява в два политически контекста. Първата разновидност на сциентизма намира приложение в тоталитарните режими. Управниците на страните на тези режими са убедени, че развитието на света се подчинява на строги закони от социално или биологично естество. Според тях човек разполага със свободата да ускори закономерността и отказват да са неутрални. От индустриализацията до организирането на всекидневието: в тях всичко се решава от желязна воля, която се опира на научното познаване и поради това е още по непоколебима. Сциентизма при тоталитарния проект, съчетава две крайности: системен детерминизъм и безграничен волунтаризъм. Светът е предопределен и познаваем. Със сциентизма се извършва преходът от древните утопии – мечти за идеално общество, предназначени да направляват критиката на реалните общества, към модерния утопизъм – опити за установяване на земен рай, тук и сега. Щом като вражеските класи са обречени на изчезване (от исторически закони, разкрити от науката), те могат и трябва да бъдат премахнати. Низшите раси са едновременно вредни и осъдени на гибел в борбата за оцеляване, както сочат научно установените закони на еволюцията, изтребването на тези раси е благодеяние за човечеството. Опитвайки се да наложат по-голяма социална сплотеност и подчинение на общоприетите ценности. Типични са също и изтъкването на социалното над индивидуалното и принадлежност (към раса, класа, нация).
Вторият дял от сциентистката идеология се проявява в западните демокрации. Неговите елементи – всичко е предопределено, всичко е познаваемо, всичко може да бъде подобрено – присъстват в многобройни аспекти на обществения живот: забравяне на предполагаемите цели, които политическите или моралните действия преследват; убеждението, че тези цели произтичат автоматично от процесите, описани от науката; желанието дейността да се подчини на познанието. Икономисти, социолози и психолози наблюдават обществото и индивидите, смятайки, че могат да определят законите на тяхното поведение, насоката на тяхното развитие; тогава политиците и моралистите подтикват обществото да се съобразява с тези закони. Обичайното се превръща в добро.
Въпреки тази идеологическа близост и еволюционното развитие на модерната икономика в идеологизма на тоталитарните общества, демократичните режими им се противопоставят.